# Там Ки
Там Ки (виј. Tam Kỳ) је град у Вијетнаму у покрајини Quảng Nam. Према резултатима пописа 2009. у граду је живело 123.662 становника.